# (18121) Konovalenko
(18121) Konovalenko (2000 NF25) – planetoida z pasa głównego asteroid okrążająca Słońce w ciągu 5,82 lat w średniej odległości 3,23 j.a. Odkryta 4 lipca 2000 roku.